# انقلاب فرانسه (فیلم)
انقلاب فرانسه (انگلیسی: La Révolution française) فیلمی به کارگردانی روبر انریکو است که در سال ۱۹۸۹ منتشر شد.

## بازیگران
- کلاوس ماریا برانداور
- آندژی سورین
- فرانسوا کلوزه
- ژان فرانسوا بالمر
- کریستوفر لی
- کریستوفر تامپسون
- کلودیا کاردیناله
- دیوید مارتین
- دومینیک پینان
- ژرژ کورافاس
- هانس تسیشلر
- جین سیمور
- ژان-فرانسوا استونن
- ژان-ایو برتلو
- لیلیان روور
- ماری بونل
- ماسیمو جیروتی
- میشل دوشوسوآ
- میشل گالابرو
- میشل سوبور
- پیتر اوستینوف
- فیلیپان لروآ-بولیو
- رونالد گوتمن
- سام نیل
- سامی ناصری
- سباستین روشه
- ویتوریو میتزوجورنو
- ادگار ژیوری
- جی بندیکت